# جاكي غالاغير (لاعب كرة قاعدة)
جاكي غالاغير (بالإنجليزية: Jackie Gallagher)‏ هو لاعب كرة قاعدة أمريكي، ولد في 28 يناير 1902، وتوفي في 10 سبتمبر 1984.

## وصلات خارجية
- جاكي غالاغير على موقعبيزبول رفرنس.كوم (الدوري الرئيسي) (الإنجليزية)